# Ernst Frederik I van Saksen-Hildburghausen
Ernst Frederik I van Saksen-Hildburghausen (Arolsen, 21 augustus 1681 - Hildburghausen, 9 maart 1724) was van 1715 tot aan zijn dood hertog van Saksen-Hildburghausen. Hij behoorde tot de Ernestijnse linie van het huis Wettin.

## Levensloop
Ernst Frederik I was de oudste zoon van hertog Ernst van Saksen-Hildburghausen en diens echtgenote Sophia Henriëtte, dochter van graaf George Frederik van Waldeck-Eisenberg.
Nadat hij een grondige opleiding had genoten, ondernam Ernst Frederik een grand tour naar de Republiek der Zeven Verenigde Nederlanden, Engeland en Frankrijk. Vanaf 1700 was hij in militaire dienst, eerst voor de Nederlanden en daarna voor het Heilige Roomse Rijk. Hij nam als kolonel deel aan het beleg van Tönning en vocht als cavaleriegeneraal in de Slag bij Schellenberg. Tijdens de Spaanse Successieoorlog kreeg hij bij de Slag bij Bentheim een schot in de arm. Wegens zijn campagnes in de Nederlanden, noemde hij zijn eerste zoon Hollandinus. In 1708 werd hij benoemd tot keizerlijk generaal-veldwachtmeester en in 1709 tot generaal-majoor van de Staten-Generaal. In 1721 werd hij door keizer Karel VI benoemd tot keizerlijk veldmaarschalk-luitenant.
In 1715 volgde hij zijn vader op als hertog van Saksen-Hildburghausen. Wegens zijn enorme hoofse en militaire pronkzucht, waarin net als vele andere Duitse vorsten koning Lodewijk XIV van Frankrijk wilde nastreven, belandde zijn hertogdom in grote financiële moeilijkheden. Wegens de ondraaglijke belastinglast kwam in 1717 zelfs tot een open revolte in het land. 
Ernst Frederik legde in Lindenau een zoutpan aan en was eveneens verantwoordelijk voor de bouw van het nieuwe stadsgedeelte van Hildburghausen. Hier ondersteunde hij in 1721 de bouw van een kerk voor de Frans-gereformeerde gemeente.
Omdat Ernst Frederik constant in geldnood zat, verhoogde hij de belastingen en verkocht hij bepaalde landsdelen. Zo verkocht hij het graafschap Culemborg, dat hij geërfd had van zijn moeder, in 1720 voor 800.000 gulden aan de Staten-Generaal. Hij gebruikte dit geld echter niet om de schuldenlast te verminderen, maar om een uitgebreide slottuin met kanaal aan te leggen. In 1723 verkocht hij het ambt Schalkau aan het hertogdom Saksen-Meiningen. Deze verkoop werd tijdens de volgende regentenregering onder leiding van zijn vrouw als wederrechtelijk beschouwd, wat tot een oorlog met Saksen-Meiningen leidde.
In maart 1724 stierf Ernst Frederik op 42-jarige leeftijd in het Slot van Hildburghausen.

## Huwelijk en nakomelingen
Op 4 februari 1704 huwde hij in Erbach met Sophia Albertina (1683-1742), dochter van graaf George Lodewijk I van Erbach-Erbach. Ze kregen tien kinderen:
- Ernst Lodewijk Hollandinus (1704-1704)
- Sophia Amalia Elisabeth (1705-1708)
- Ernst Lodewijk Albrecht (1707-1707)
- Ernst Frederik II (1707-1745), hertog van Saksen-Hildburghausen
- Frederik August (1709-1710)
- Lodewijk Frederik (1710-1759), generaal-veldwachtmeester in het Keizerlijke leger en generaal-veldmaarschalk-luitenant in het Beierse leger.
- Elisabeth Albertina (1713-1761), huwde in 1735 met erfprins Karel van Mecklenburg-Strelitz
- Emanuel Frederik Karel (1715-1718)
- Elisabeth Sophia (1717-1717)
- George Frederik Willem (1720-1721)

## Voorouders
| Voorouders van Ernst Frederik I van Saksen-Hildburghausen | Voorouders van Ernst Frederik I van Saksen-Hildburghausen                                        | Voorouders van Ernst Frederik I van Saksen-Hildburghausen                                        | Voorouders van Ernst Frederik I van Saksen-Hildburghausen                                        | Voorouders van Ernst Frederik I van Saksen-Hildburghausen                                        | Voorouders van Ernst Frederik I van Saksen-Hildburghausen                                             | Voorouders van Ernst Frederik I van Saksen-Hildburghausen                                             | Voorouders van Ernst Frederik I van Saksen-Hildburghausen                                             | Voorouders van Ernst Frederik I van Saksen-Hildburghausen                                             |
| --------------------------------------------------------- | ------------------------------------------------------------------------------------------------ | ------------------------------------------------------------------------------------------------ | ------------------------------------------------------------------------------------------------ | ------------------------------------------------------------------------------------------------ | --- | --- | --- | --- |
| Overgrootouders                                           | Johan III van Saksen-Weimar (1570–1605) ∞ Dorothea Maria van Anhalt (1574-1617)                  | Johan III van Saksen-Weimar (1570–1605) ∞ Dorothea Maria van Anhalt (1574-1617)                  | Johan Filips van Saksen-Altenburg (1597-1639) ∞ Elisabeth van Brunswijk-Wolfenbüttel (1593-1650) | Johan Filips van Saksen-Altenburg (1597-1639) ∞ Elisabeth van Brunswijk-Wolfenbüttel (1593-1650) | Wolrad IV van Waldeck-Eisenberg (1588-1640) ∞ Anna van Baden-Durlach (1585-1649)                      | Wolrad IV van Waldeck-Eisenberg (1588-1640) ∞ Anna van Baden-Durlach (1585-1649)                      | Willem van Nassau-Siegen (1592–1642) ∞ Christiane van Erbach (1596 - 1646)                            | Willem van Nassau-Siegen (1592–1642) ∞ Christiane van Erbach (1596 - 1646)                            |
| Grootouders                                               | Ernst I van Saksen-Gotha (1601–1675) ∞ Elisabeth Sophia van Saksen-Altenburg (1619-1680)         | Ernst I van Saksen-Gotha (1601–1675) ∞ Elisabeth Sophia van Saksen-Altenburg (1619-1680)         | Ernst I van Saksen-Gotha (1601–1675) ∞ Elisabeth Sophia van Saksen-Altenburg (1619-1680)         | Ernst I van Saksen-Gotha (1601–1675) ∞ Elisabeth Sophia van Saksen-Altenburg (1619-1680)         | George Frederik van Waldeck-Eisenberg (1629-1692) ∞ Elisabeth Charlotte van Nassau-Siegen (1626–1694) | George Frederik van Waldeck-Eisenberg (1629-1692) ∞ Elisabeth Charlotte van Nassau-Siegen (1626–1694) | George Frederik van Waldeck-Eisenberg (1629-1692) ∞ Elisabeth Charlotte van Nassau-Siegen (1626–1694) | George Frederik van Waldeck-Eisenberg (1629-1692) ∞ Elisabeth Charlotte van Nassau-Siegen (1626–1694) |
| Ouders                                                    | Ernst van Saksen-Hildburghausen (1655–1715) ∞ Sophia Henriëtte van Waldeck-Eisenberg (1662-1702) | Ernst van Saksen-Hildburghausen (1655–1715) ∞ Sophia Henriëtte van Waldeck-Eisenberg (1662-1702) | Ernst van Saksen-Hildburghausen (1655–1715) ∞ Sophia Henriëtte van Waldeck-Eisenberg (1662-1702) | Ernst van Saksen-Hildburghausen (1655–1715) ∞ Sophia Henriëtte van Waldeck-Eisenberg (1662-1702) | Ernst van Saksen-Hildburghausen (1655–1715) ∞ Sophia Henriëtte van Waldeck-Eisenberg (1662-1702)      | Ernst van Saksen-Hildburghausen (1655–1715) ∞ Sophia Henriëtte van Waldeck-Eisenberg (1662-1702)      | Ernst van Saksen-Hildburghausen (1655–1715) ∞ Sophia Henriëtte van Waldeck-Eisenberg (1662-1702)      | Ernst van Saksen-Hildburghausen (1655–1715) ∞ Sophia Henriëtte van Waldeck-Eisenberg (1662-1702)      |
| Ernst Frederik I van Saksen-Hildburghausen (1681–1724)    |                                                                                                  |                                                                                                  |                                                                                                  |                                                                                                  | | | | |